# New York Amsterdam News
New York Amsterdam News, conosciuto anche come Amsterdam News, è un periodico a cadenza settimanale di proprietà afroamericana distribuito nell'area metropolitana di New York.
È uno dei più antichi giornali degli Stati Uniti dedicati alla comunità afroamericana ed ha ospitato tra le sue colonne articoli scritti da personaggi quali William Edward Burghardt Du Bois, Roy Wilkins, Adam Clayton Powell Jr., ed è stato il primo a pubblicare Malcolm X. La sede storica, dalla quale il giornale ha operato tra il 1916 e il 1938, è il New York Amsterdam News Building situato nella Seventh Avenue ad Harlem, classificato tra i National Historic Landmark.

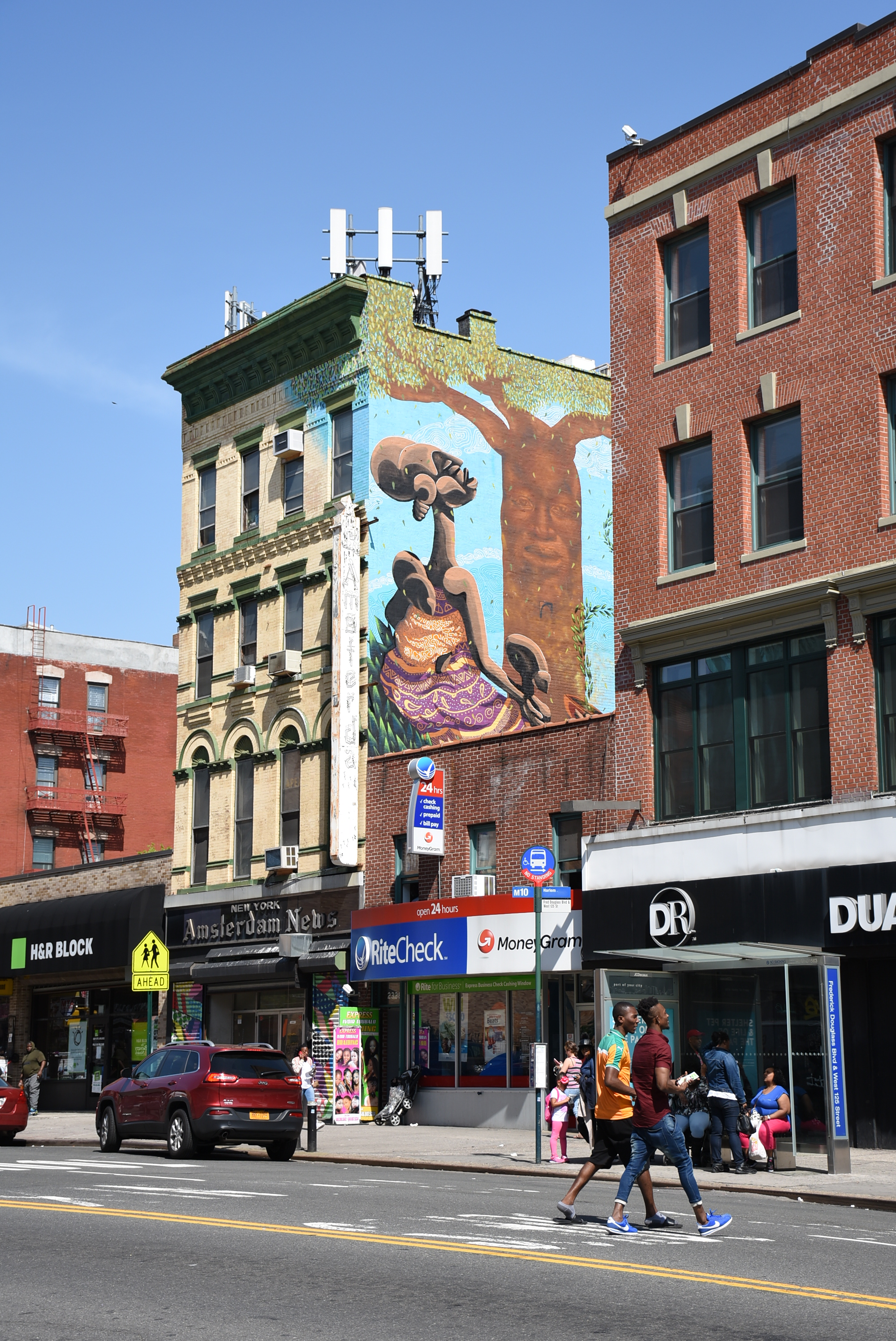
L'attuale sede del New York Amsterdam News